# Křížová cesta (Krásná Lípa)
Křížová cesta v Krásné Lípě na Děčínsku začínala 50 metrů západně od kostela svaté Máří Magdalény na Kostelním vrchu, původně zvaném Wolfsgruben. Je v pořadí devátou křížovou cestou ze čtrnácti ve Šluknovském výběžku.

## Historie

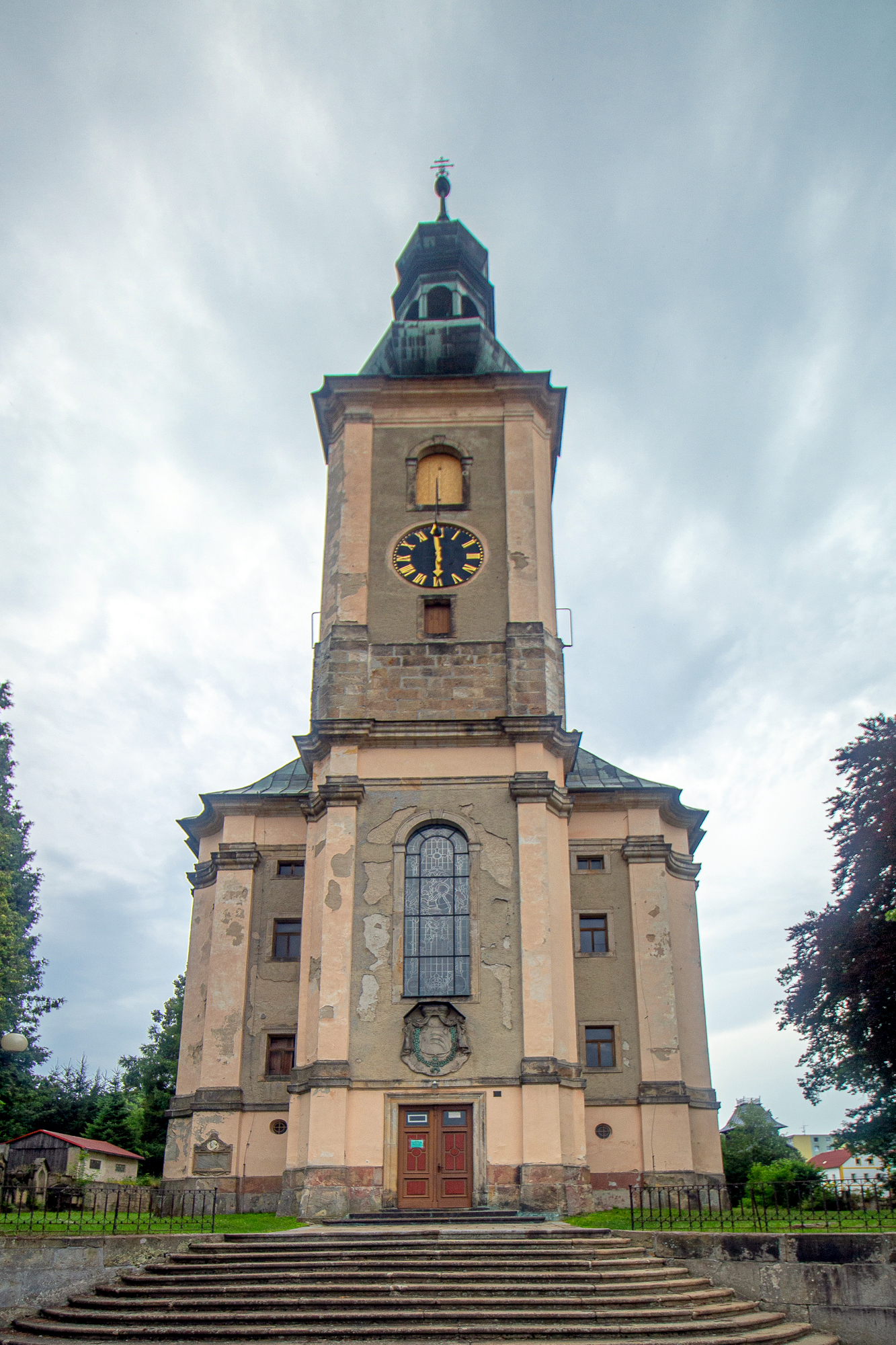
Kostel svaté Máři Magdaleny

Křížová cesta byla vybudována v letech 1857 - 1859. Tvořilo ji 13 sloupků zastavení, kaple Kalvárie a Božího hrobu. Díky dodatečně postaveným výklenkovým kaplím s obrazem Poslední večeře a Krista v Getsemanské zahradě měla charakter pašijové cesty. Areál byl demolován ve 2. polovině 20. století, kaple byly zbořeny, sloupky zastavení povaleny. Podoba původních obrazů není známa. Není potvrzeno, že by obrazy křížové cesty, nalezené roku 2011 v Římskokatolické farnosti Krásná Lípa, pocházely z Krásné Lípy. Dochovala se skica akademického malíře Augusta Frinda z Krásné Lípy pro oltářní obraz „Kladení Krista do hrobu“. Obraz věnovala do kaple Kalvárie Theresia Dittrich. Od vily rodiny Dittrich vedlo na Křížovou cestu přímé schodiště.